# Elena Matei
Elena Matei (n.  ?, Republica Moldova) este model născută în Moldova. Mama ei este rusoaică, iar tatăl ei este moldovean. A fost descoperită inițial în București, România, în anul 2012.

## Cariera
Elena Matei activează ca model pentru diverse campanii și editoriale din întreaga lume, dar și pentru publicații de renume precum Harper's Bazaar, Elle Marie Claire, QP și Ocean Drive. Elena a apărut pe coperta revistelor Harper's Bazaar Vietnam, Harper's Bazaar Greece, Elle Greece. Haunted Magazine, Rumors, QP  și Acqualina. In 2017, a fost invitată la preselecțiile pentru Sports Illustrated Swimsuit Edition De asemenea, a lucrat în campaniile pentru Raw Spirit , Nissa, Guess Jeans și Victoria's Secret.
Elena Matei apare în albumul de fotografii “Angels” a renumitului fotograf pentru Victoria’s Secret, Russell James, alături de supermodelele Candice Swanepoel, Lily Aldridge, Adriana Lima, Gigi Hadid, Cindy Crawford și Rihanna.
Elena este reprezentată în SUA de către Elite Model Management.